# فیلیپ ری (بازیگر بریتانیایی)
فیلیپ رِی (انگلیسی: Philip Ray؛ ‏ ۱ نوامبر ۱۸۹۸ – ۱۱ مهٔ ۱۹۷۸) بازیگر سینما و تلویزیون اهل بریتانیا بود. او در هر دو جنگ جهانی اول و دوم خدمت کرده بود.
از فیلم‌هایی که وی در آن‌ها نقش داشته‌است، می‌توان به جنایت بی‌نقص، مهمانسرای جامائیکا، میراندا، شب و شهر، ماجراجویان، تماس اضطراری، دردسر در فروشگاه، راه بی‌بازگشت، دانکرک، یاقوت کبود، پسران و عشاق و دراکولا: شاهزاده تاریکی اشاره نمود.